# Cselgáncs a 2016. évi nyári olimpiai játékokon
A 2016. évi nyári olimpiai játékokon a cselgáncsban összesen 14 versenyszámot rendeztek. A versenyszámokat augusztus 6. és 12. között rendezték.

## Összesített éremtáblázat
(A táblázatokban a rendező nemzet sportolói eltérő háttérszínnel, az egyes számoszlopok legmagasabb értéke vagy értékei vastagítással kiemelve.)
| A 2016. évi nyári olimpiai játékok éremtáblázata cselgáncsban | A 2016. évi nyári olimpiai játékok éremtáblázata cselgáncsban | A 2016. évi nyári olimpiai játékok éremtáblázata cselgáncsban | A 2016. évi nyári olimpiai játékok éremtáblázata cselgáncsban | A 2016. évi nyári olimpiai játékok éremtáblázata cselgáncsban | Olimpia  |
| ------------------------------------------------------------- | ------------------------------------------------------------- | ------------------------------------------------------------- | ------------------------------------------------------------- | ------------------------------------------------------------- | -------- |
|                                                               | Ország                                                        | Arany                                                         | Ezüst                                                         | Bronz                                                         | Összesen |
| 1.                                                            | Japán (JPN)                                                   | 3                                                             | 1                                                             | 8                                                             | 12       |
| 2.                                                            | Franciaország (FRA)                                           | 2                                                             | 2                                                             | 1                                                             | 5        |
| 3.                                                            | Oroszország (RUS)                                             | 2                                                             | 0                                                             | 1                                                             | 3        |
| 4.                                                            | Egyesült Államok (USA)                                        | 1                                                             | 1                                                             | 0                                                             | 2        |
| 4.                                                            | Olaszország (ITA)                                             | 1                                                             | 1                                                             | 0                                                             | 2        |
| 6.                                                            | Brazília (BRA)                                                | 1                                                             | 0                                                             | 2                                                             | 3        |
| 7.                                                            | Szlovénia (SLO)                                               | 1                                                             | 0                                                             | 1                                                             | 2        |
| 8.                                                            | Argentína (ARG)                                               | 1                                                             | 0                                                             | 0                                                             | 1        |
| 8.                                                            | Csehország (CZE)                                              | 1                                                             | 0                                                             | 0                                                             | 1        |
| 8.                                                            | Koszovó (KOS)                                                 | 1                                                             | 0                                                             | 0                                                             | 1        |
|                                                               |                                                               |                                                               |                                                               |                                                               |          |
| 11.                                                           | Dél-Korea (KOR)                                               | 0                                                             | 2                                                             | 1                                                             | 3        |
| 12.                                                           | Azerbajdzsán (AZE)                                            | 0                                                             | 2                                                             | 0                                                             | 2        |
| 13.                                                           | Grúzia (GEO)                                                  | 0                                                             | 1                                                             | 1                                                             | 2        |
| 13.                                                           | Kazahsztán (KAZ)                                              | 0                                                             | 1                                                             | 1                                                             | 2        |
| 15.                                                           | Kolumbia (COL)                                                | 0                                                             | 1                                                             | 0                                                             | 1        |
| 15.                                                           | Kuba (CUB)                                                    | 0                                                             | 1                                                             | 0                                                             | 1        |
| 15.                                                           | Mongólia (MGL)                                                | 0                                                             | 1                                                             | 0                                                             | 1        |
|                                                               |                                                               |                                                               |                                                               |                                                               |          |
| 18.                                                           | Izrael (ISR)                                                  | 0                                                             | 0                                                             | 2                                                             | 2        |
| 18.                                                           | Kína (CHN)                                                    | 0                                                             | 0                                                             | 2                                                             | 2        |
| 18.                                                           | Üzbegisztán (UZB)                                             | 0                                                             | 0                                                             | 2                                                             | 2        |
| 21.                                                           | Belgium (BEL)                                                 | 0                                                             | 0                                                             | 1                                                             | 1        |
| 21.                                                           | Egyesült Arab Emírségek (UAE)                                 | 0                                                             | 0                                                             | 1                                                             | 1        |
| 21.                                                           | Hollandia (NED)                                               | 0                                                             | 0                                                             | 1                                                             | 1        |
| 21.                                                           | Nagy-Britannia (GBR)                                          | 0                                                             | 0                                                             | 1                                                             | 1        |
| 21.                                                           | Németország (GER)                                             | 0                                                             | 0                                                             | 1                                                             | 1        |
| 21.                                                           | Portugália (POR)                                              | 0                                                             | 0                                                             | 1                                                             | 1        |
|                                                               |                                                               |                                                               |                                                               |                                                               |          |
| Összesen                                                      | Összesen                                                      | 14                                                            | 14                                                            | 28                                                            | 56       |

## Férfi

### Éremtáblázat
| A 2016. évi nyári olimpiai játékok éremtáblázata férfi cselgáncsban | A 2016. évi nyári olimpiai játékok éremtáblázata férfi cselgáncsban | A 2016. évi nyári olimpiai játékok éremtáblázata férfi cselgáncsban | A 2016. évi nyári olimpiai játékok éremtáblázata férfi cselgáncsban | A 2016. évi nyári olimpiai játékok éremtáblázata férfi cselgáncsban | Olimpia  |
| ------------------------------------------------------------------- | ------------------------------------------------------------------- | ------------------------------------------------------------------- | ------------------------------------------------------------------- | ------------------------------------------------------------------- | -------- |
|                                                                     | Ország                                                              | Arany                                                               | Ezüst                                                               | Bronz                                                               | Összesen |
| 1.                                                                  | Japán (JPN)                                                         | 2                                                                   | 1                                                                   | 4                                                                   | 7        |
| 2.                                                                  | Oroszország (RUS)                                                   | 2                                                                   | 0                                                                   | 0                                                                   | 2        |
| 3.                                                                  | Franciaország (FRA)                                                 | 1                                                                   | 0                                                                   | 1                                                                   | 2        |
| 4.                                                                  | Csehország (CZE)                                                    | 1                                                                   | 0                                                                   | 0                                                                   | 1        |
| 4.                                                                  | Olaszország (ITA)                                                   | 1                                                                   | 0                                                                   | 0                                                                   | 1        |
|                                                                     |                                                                     |                                                                     |                                                                     |                                                                     |          |
| 6.                                                                  | Azerbajdzsán (AZE)                                                  | 0                                                                   | 2                                                                   | 0                                                                   | 2        |
| 7.                                                                  | Dél-Korea (KOR)                                                     | 0                                                                   | 1                                                                   | 1                                                                   | 2        |
| 7.                                                                  | Grúzia (GEO)                                                        | 0                                                                   | 1                                                                   | 1                                                                   | 2        |
| 9.                                                                  | Egyesült Államok (USA)                                              | 0                                                                   | 1                                                                   | 0                                                                   | 1        |
| 9.                                                                  | Kazahsztán (KAZ)                                                    | 0                                                                   | 1                                                                   | 0                                                                   | 1        |
|                                                                     |                                                                     |                                                                     |                                                                     |                                                                     |          |
| 11.                                                                 | Üzbegisztán (UZB)                                                   | 0                                                                   | 0                                                                   | 2                                                                   | 2        |
| 12.                                                                 | Belgium (BEL)                                                       | 0                                                                   | 0                                                                   | 1                                                                   | 1        |
| 12.                                                                 | Brazília (BRA)                                                      | 0                                                                   | 0                                                                   | 1                                                                   | 1        |
| 12.                                                                 | Egyesült Arab Emírségek (UAE)                                       | 0                                                                   | 0                                                                   | 1                                                                   | 1        |
| 12.                                                                 | Izrael (ISR)                                                        | 0                                                                   | 0                                                                   | 1                                                                   | 1        |
| 12.                                                                 | Kína (CHN)                                                          | 0                                                                   | 0                                                                   | 1                                                                   | 1        |
|                                                                     |                                                                     |                                                                     |                                                                     |                                                                     |          |
| Összesen                                                            | Összesen                                                            | 7                                                                   | 7                                                                   | 14                                                                  | 28       |

### Érmesek
| A 2016. évi nyári olimpiai játékok férfi érmesei cselgáncsban |                                        |                                         |                                                |
| Versenyszám                                                   | Arany                                  | Ezüst                                   | Bronz                                          |
| 60 kg                                                         | Beszlan Mudranov · Oroszország (RUS)   | Jeldosz Szmetov · Kazahsztán (KAZ)      | Takató Naohisza · Japán (JPN)                  |
| 60 kg                                                         | Beszlan Mudranov · Oroszország (RUS)   | Jeldosz Szmetov · Kazahsztán (KAZ)      | Diyorbek Urozboev · Üzbegisztán (UZB)          |
| 66 kg                                                         | Fabio Basile · Olaszország (ITA)       | An Baul · Dél-Korea (KOR)               | Rishod Sobirov · Üzbegisztán (UZB)             |
| 66 kg                                                         | Fabio Basile · Olaszország (ITA)       | An Baul · Dél-Korea (KOR)               | Ebinuma Maszasi · Japán (JPN)                  |
| 73 kg                                                         | Óno Sóhei · Japán (JPN)                | Rüstəm Orucov · Azerbajdzsán (AZE)      | Lasha Shavdatuashvili · Grúzia (GEO)           |
| 73 kg                                                         | Óno Sóhei · Japán (JPN)                | Rüstəm Orucov · Azerbajdzsán (AZE)      | Dirk Van Tichelt · Belgium (BEL)               |
| 81 kg                                                         | Haszan Halmurzajev · Oroszország (RUS) | Travis Stevens · Egyesült Államok (USA) | Sergiu Toma · Egyesült Arab Emírségek (UAE)    |
| 81 kg                                                         | Haszan Halmurzajev · Oroszország (RUS) | Travis Stevens · Egyesült Államok (USA) | Nagasze Takanori · Japán (JPN)                 |
| 90 kg                                                         | Baker Masú · Japán (JPN)               | Varlam Lip'art'eliani · Grúzia (GEO)    | Kvak Tonghan (Gwak Dong-han) · Dél-Korea (KOR) |
| 90 kg                                                         | Baker Masú · Japán (JPN)               | Varlam Lip'art'eliani · Grúzia (GEO)    | Cseng Hszün-csao (Cheng Xunzhao) · Kína (CHN)  |
| 100 kg                                                        | Lukáš Krpálek · Csehország (CZE)       | Elmar Qasımov · Azerbajdzsán (AZE)      | Cyrille Maret · Franciaország (FRA)            |
| 100 kg                                                        | Lukáš Krpálek · Csehország (CZE)       | Elmar Qasımov · Azerbajdzsán (AZE)      | Haga Rjúnoszuke · Japán (JPN)                  |
| +100 kg                                                       | Teddy Riner · Franciaország (FRA)      | Haraszava Hiszajosi · Japán (JPN)       | Rafael Silva · Brazília (BRA)                  |
| +100 kg                                                       | Teddy Riner · Franciaország (FRA)      | Haraszava Hiszajosi · Japán (JPN)       | Or Sasson · Izrael (ISR)                       |

## Női

### Éremtáblázat
| A 2016. évi nyári olimpiai játékok éremtáblázata női cselgáncsban | A 2016. évi nyári olimpiai játékok éremtáblázata női cselgáncsban | A 2016. évi nyári olimpiai játékok éremtáblázata női cselgáncsban | A 2016. évi nyári olimpiai játékok éremtáblázata női cselgáncsban | A 2016. évi nyári olimpiai játékok éremtáblázata női cselgáncsban | Olimpia  |
| ----------------------------------------------------------------- | ----------------------------------------------------------------- | ----------------------------------------------------------------- | ----------------------------------------------------------------- | ----------------------------------------------------------------- | -------- |
|                                                                   | Ország                                                            | Arany                                                             | Ezüst                                                             | Bronz                                                             | Összesen |
| 1.                                                                | Franciaország (FRA)                                               | 1                                                                 | 2                                                                 | 0                                                                 | 3        |
| 2.                                                                | Japán (JPN)                                                       | 1                                                                 | 0                                                                 | 4                                                                 | 5        |
| 3.                                                                | Brazília (BRA)                                                    | 1                                                                 | 0                                                                 | 1                                                                 | 2        |
| 3.                                                                | Szlovénia (SLO)                                                   | 1                                                                 | 0                                                                 | 1                                                                 | 2        |
| 5.                                                                | Argentína (ARG)                                                   | 1                                                                 | 0                                                                 | 0                                                                 | 1        |
| 5.                                                                | Egyesült Államok (USA)                                            | 1                                                                 | 0                                                                 | 0                                                                 | 1        |
| 5.                                                                | Koszovó (KOS)                                                     | 1                                                                 | 0                                                                 | 0                                                                 | 1        |
|                                                                   |                                                                   |                                                                   |                                                                   |                                                                   |          |
| 8.                                                                | Dél-Korea (KOR)                                                   | 0                                                                 | 1                                                                 | 0                                                                 | 1        |
| 8.                                                                | Kolumbia (COL)                                                    | 0                                                                 | 1                                                                 | 0                                                                 | 1        |
| 8.                                                                | Kuba (CUB)                                                        | 0                                                                 | 1                                                                 | 0                                                                 | 1        |
| 8.                                                                | Mongólia (MGL)                                                    | 0                                                                 | 1                                                                 | 0                                                                 | 1        |
| 8.                                                                | Olaszország (ITA)                                                 | 0                                                                 | 1                                                                 | 0                                                                 | 1        |
|                                                                   |                                                                   |                                                                   |                                                                   |                                                                   |          |
| 13.                                                               | Hollandia (NED)                                                   | 0                                                                 | 0                                                                 | 1                                                                 | 1        |
| 13.                                                               | Izrael (ISR)                                                      | 0                                                                 | 0                                                                 | 1                                                                 | 1        |
| 13.                                                               | Kazahsztán (KAZ)                                                  | 0                                                                 | 0                                                                 | 1                                                                 | 1        |
| 13.                                                               | Kína (CHN)                                                        | 0                                                                 | 0                                                                 | 1                                                                 | 1        |
| 13.                                                               | Nagy-Britannia (GBR)                                              | 0                                                                 | 0                                                                 | 1                                                                 | 1        |
| 13.                                                               | Németország (GER)                                                 | 0                                                                 | 0                                                                 | 1                                                                 | 1        |
| 13.                                                               | Oroszország (RUS)                                                 | 0                                                                 | 0                                                                 | 1                                                                 | 1        |
| 13.                                                               | Portugália (POR)                                                  | 0                                                                 | 0                                                                 | 1                                                                 | 1        |
|                                                                   |                                                                   |                                                                   |                                                                   |                                                                   |          |
| Összesen                                                          | Összesen                                                          | 7                                                                 | 7                                                                 | 14                                                                | 28       |

### Érmesek
| A 2016. évi nyári olimpiai játékok női érmesei cselgáncsban |                                         |                                                   |                                         |
| Versenyszám                                                 | Arany                                   | Ezüst                                             | Bronz                                   |
| 48 kg                                                       | Paula Pareto · Argentína (ARG)          | Csong Bogjong (Jeong Bo-gyeong) · Dél-Korea (KOR) | Kondo Ami · Japán (JPN)                 |
| 48 kg                                                       | Paula Pareto · Argentína (ARG)          | Csong Bogjong (Jeong Bo-gyeong) · Dél-Korea (KOR) | Galbadrah Otgonceceg · Kazahsztán (KAZ) |
| 52 kg                                                       | Majlinda Kelmendi · Koszovó (KOS)       | Odette Giuffrida · Olaszország (ITA)              | Nakamura Miszato · Japán (JPN)          |
| 52 kg                                                       | Majlinda Kelmendi · Koszovó (KOS)       | Odette Giuffrida · Olaszország (ITA)              | Natalja Kuzjutyina · Oroszország (RUS)  |
| 57 kg                                                       | Rafaela Silva · Brazília (BRA)          | Dordzsszürengín Szumija · Mongólia (MGL)          | Telma Monteiro · Portugália (POR)       |
| 57 kg                                                       | Rafaela Silva · Brazília (BRA)          | Dordzsszürengín Szumija · Mongólia (MGL)          | Macumoto Kaori · Japán (JPN)            |
| 63 kg                                                       | Tina Trstenjak · Szlovénia (SLO)        | Clarisse Agbegnenou · Franciaország (FRA)         | Yarden Gerbi · Izrael (ISR)             |
| 63 kg                                                       | Tina Trstenjak · Szlovénia (SLO)        | Clarisse Agbegnenou · Franciaország (FRA)         | Anicka van Emden · Hollandia (NED)      |
| 70 kg                                                       | Tacsimoto Haruka · Japán (JPN)          | Yuri Alvear · Kolumbia (COL)                      | Sally Conway · Nagy-Britannia (GBR)     |
| 70 kg                                                       | Tacsimoto Haruka · Japán (JPN)          | Yuri Alvear · Kolumbia (COL)                      | Laura Vargas Koch · Németország (GER)   |
| 78 kg                                                       | Kayla Harrison · Egyesült Államok (USA) | Audrey Tcheuméo · Franciaország (FRA)             | Mayra Aguiar · Brazília (BRA)           |
| 78 kg                                                       | Kayla Harrison · Egyesült Államok (USA) | Audrey Tcheuméo · Franciaország (FRA)             | Anamari Velenšek · Szlovénia (SLO)      |
| +78 kg                                                      | Émilie Andéol · Franciaország (FRA)     | Idalys Ortíz · Kuba (CUB)                         | Jamabe Kanae · Japán (JPN)              |
| +78 kg                                                      | Émilie Andéol · Franciaország (FRA)     | Idalys Ortíz · Kuba (CUB)                         | Jü Szung (Yu Song) · Kína (CHN)         |

## Kvalifikáció
Az olimpiai játékokon 386 versenyző indulhetott. A férfiaknál 221, a nőknél 145 fő, valamint a két nemben összesen 20 fő szabadkártyás nevezhetett.
Indulási jogot a kvalifikációs versenyek után kialakuló ranglista alapján lehetett szerezni. A férfiaknál súlycsoportonként az első 22, a nőknél az első 14 ország kapott kvótát. Egy ország súlycsoportonként egy versenyzőt indíthatott az olimpián. Brazília minden súlycsoportba automatikusan nevezhetett versenyzőt. Ezen felül minden kontinens rendelkezett további kvótákkal: Afrika 14+10, Európa 14+11, Ázsia 12+8, Óceánia 7+3, Amerika 13+8.
A kvalifikációs időszak 2014. május 30. és 2016. május 29. között tartott. A ranglistás pontokat az első évben megszerzett öt legmagasabb pontszám 50 százalékának, valamint a második évben megszerzett öt legmagasabb pontszám 100 százalékának összegéből számították ki.
Pontokat a következő versenytípusokon lehetett szerezni:
- világbajnokság (győztes: 900 pont)
- world judo masters (700 pont)
- grand slam (500 pont)
- kontinensbajnokságok (400 pont)
- grand prix (300 pont)
- continental open (100 pont)